# 비만 방글라데시 항공
비만 방글라데시 항공(영어: Biman Bangladesh Airlines, 벵골어: বিমান বাংলাদেশ এয়ারলাইন্স)은 방글라데시의 국영 항공사로 본사는 방글라데시 다카에 위치해 있으며 허브 공항은 샤잘랄 국제공항, 샤아마나트 국제공항, 오스마니 국제공항이 있다.

## 역사
1972년 2월에 설립되어 1996년까지 방글라데시 국내선 노선을 독점했다. 설립 이후 수십 년에 걸쳐 보유 항공기 수와 취항지를 늘렸다. 가장 많은 국제선 노선을 보유할 당시 뉴욕, 도쿄 등 최대 29개 지역에 취항했다. 하지만 1990년대부터 경영 악화로 어려움을 겪으면서 보유하고 있던 지분 40%를 외국 항공사에 팔았으며 그로 인해 정규 항공편 취소 및 노후 항공기로 인한 지연 등으로 서비스가 좋지 않다는 평판을 받았다. 2007년 7월 23일까지 방글라데시 정부가 이 항공 회사를 관리했다. 그 무렵 구성된 과도 정부에 의해 방글라데시 최대 주식 회사가 되었다. 이후 인력을 감축하고 신형 항공기를 구매하기 시작했다.

## 운항 노선
- 2012년 7월 기준으로 비만 방글라데시 항공은 다음과 같은 노선을 운항하고 있다.

### 코드쉐어 협정
- 비만 방글라데시 항공은 다음과 같은 항공사와 코드쉐어 협정을 체결하고 있다.
- 걸프 에어
- 말레이시아 항공 (원월드)

## 보유 기종
- 2020년 3월 기준으로 비만 방글라데시 항공은 다음과 같은 기종을 보유하고 있으며 평균 기령은 18.8년이다.[1][2]

## 같이 보기
- 방글라데시의 교통

## 사진

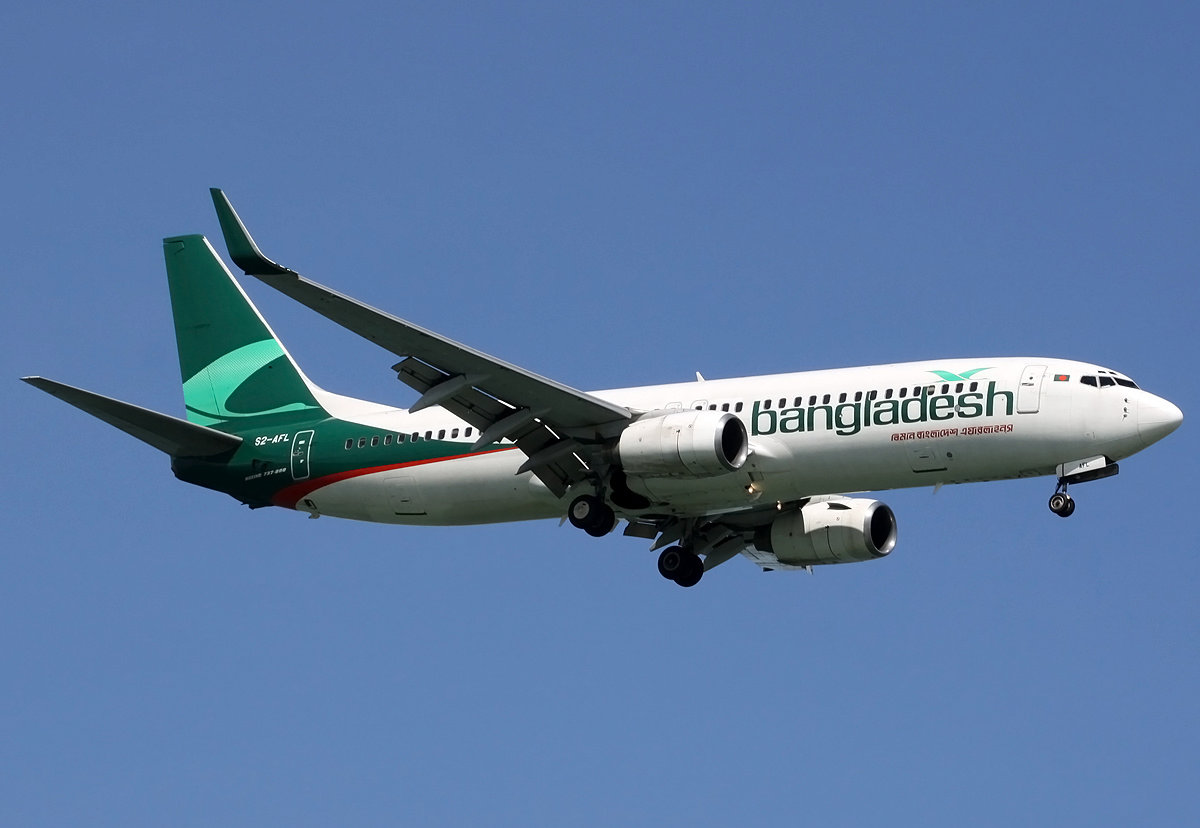
비맘 방글라데시 항공의 보잉 737-800
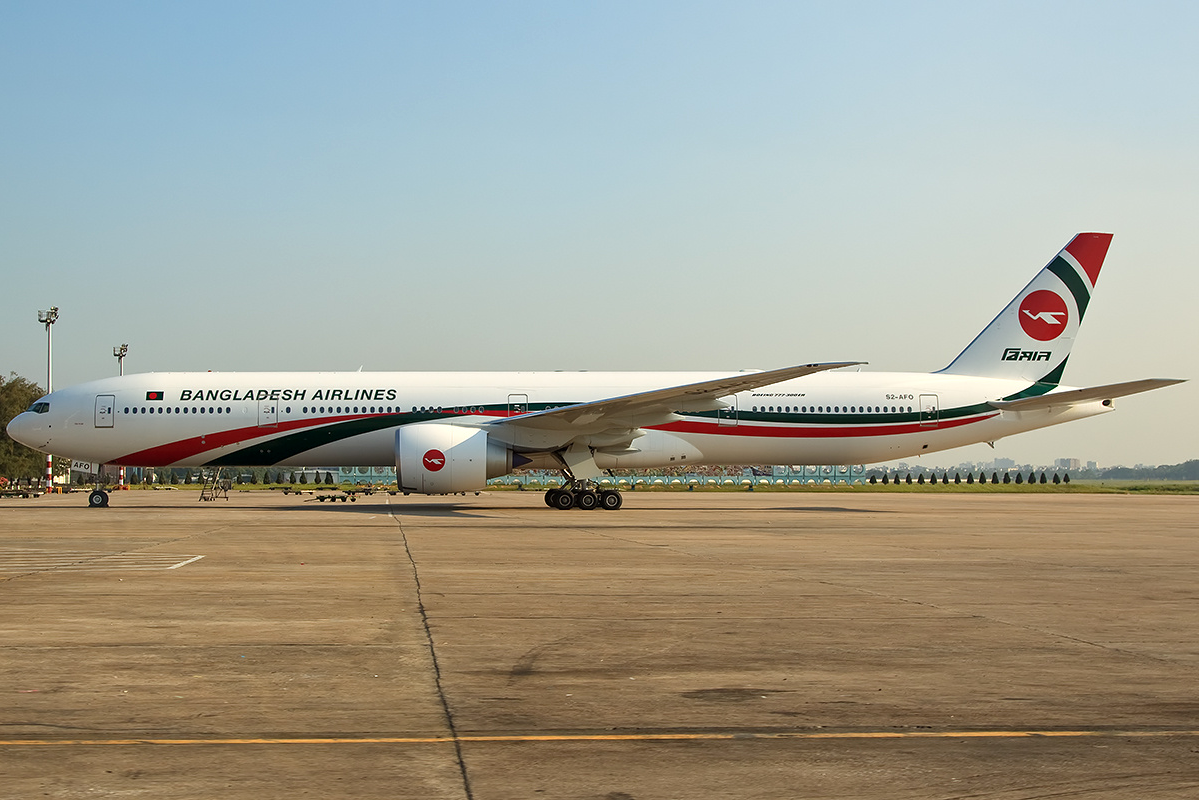
비맘 방글라데시 항공의 보잉 777-300ER
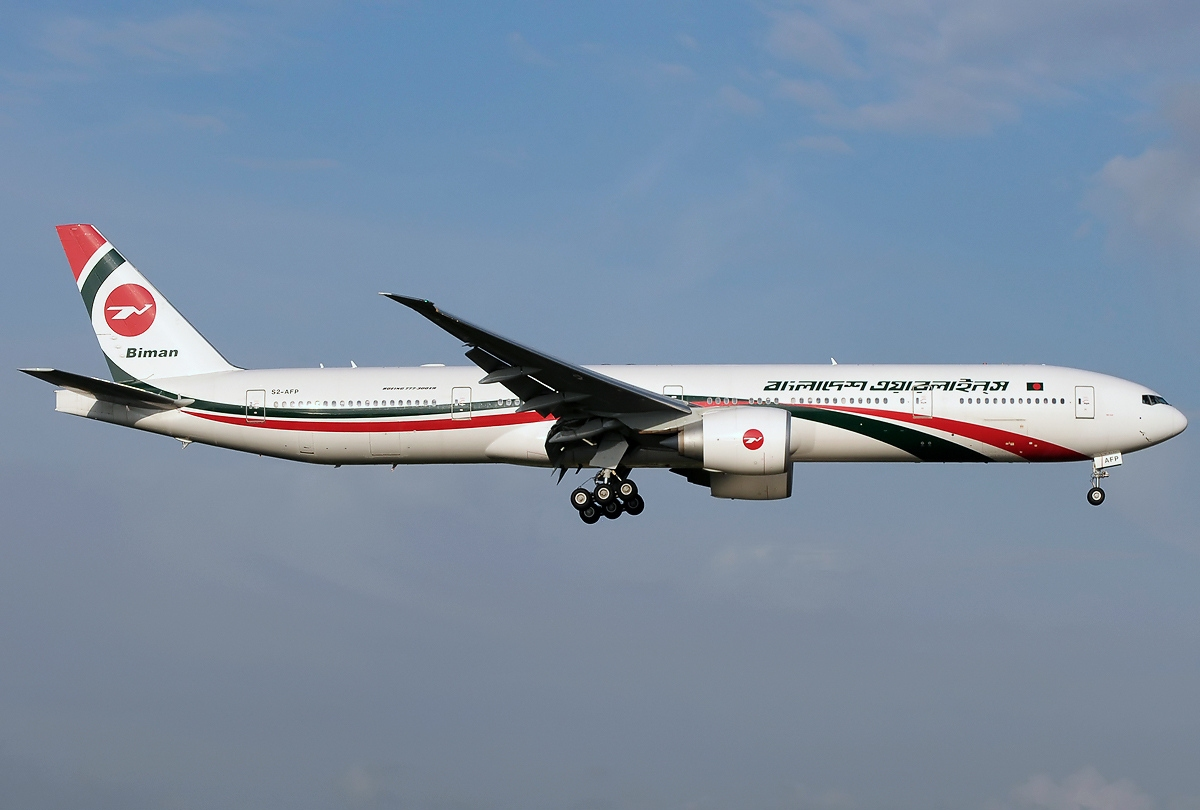
비맘 방글라데시 항공의 보잉 777-300ER
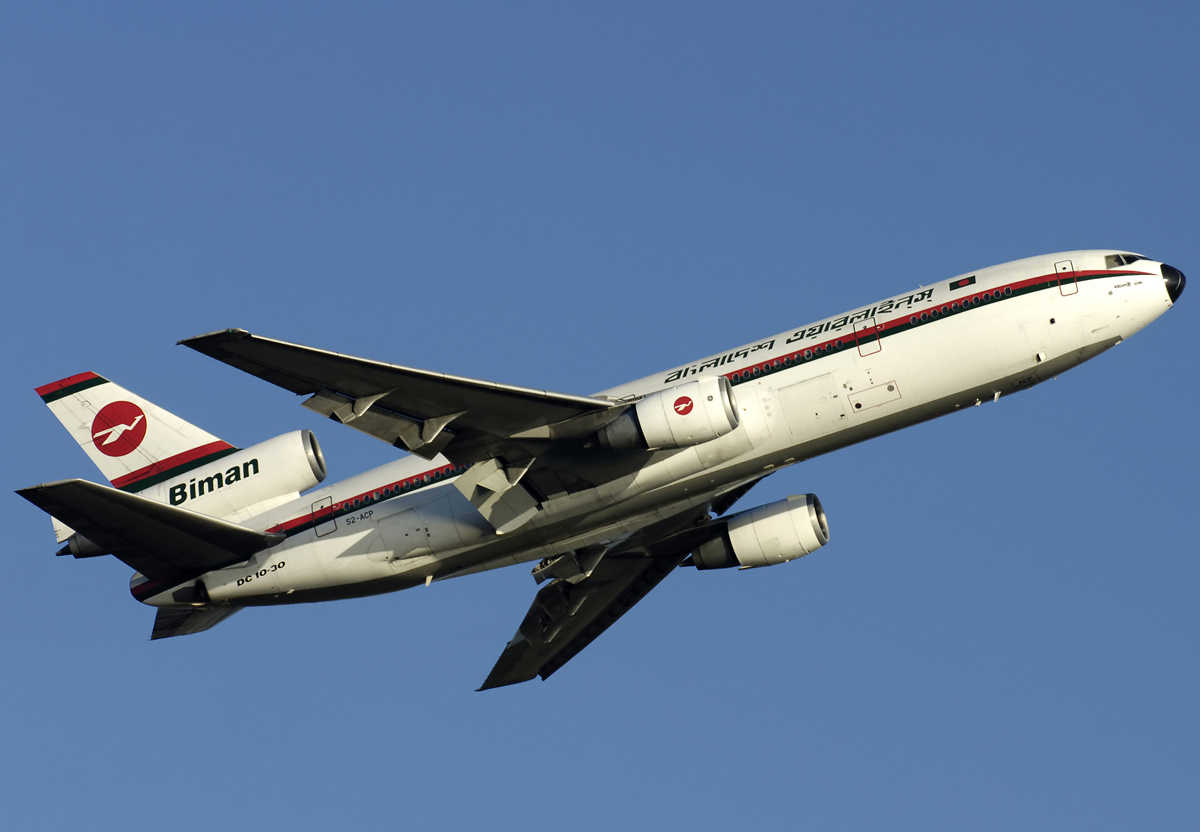
비맘 방글라데시 항공의 맥도넬더글러스 DC-10-30